# デンマーク領インド

デンマーク領インド
Dansk Ostindien (デンマーク語)

インドのデンマーク植民地

デンマーク領インド（デンマークりょうインド、デンマーク語: Dansk Ostindien）は、デンマーク（1814年まではデンマーク＝ノルウェー）がインドで保有した植民地であり、デンマーク植民地帝国の一部をなしていた。現在のタミル・ナードゥ州タランガンバディ、現在の西ベンガル州セランポール、現在のアンダマン・ニコバル諸島連邦直轄領の一部であるニコバル諸島など、デンマークは200年以上にわたってインド各地に植民地を保有していた。インドにおけるデンマーク＝ノルウェーの存在は軍事的・商業的脅威ではなかったため、ヨーロッパの主要国にとってさして重要なものではなかった。他の場所と同様に、インドでもデンマーク＝ノルウェーは資本不足であり、イギリスやフランス、ポルトガルのように交易路を支配したり独占したりすることはできなかった。
これらの不利な点にもかかわらず、デンマーク＝ノルウェーは、植民地支配に固執した。時には大国間の戦争に乗じ、中立の旗を掲げて外国貿易の窓口を提供することによって国際貿易の隙間を上手く見つけて生き延びていた。このため、19世紀にイギリス海軍の力が拡大し、デンマークの植民地が占領されて強制的に買い取られるまで、長年にわたって存在を容認されていた。

## 歴史
17世紀の香辛料貿易におけるオランダとイギリスの貿易業者の成功は、デンマーク＝ノルウェーの商人たちの羨望の的となった。1616年3月17日、デンマーク＝ノルウェー国王クリスチャン4世は、デンマーク＝ノルウェーとアジア間の貿易を12年間独占するデンマーク東インド会社を設立する勅許を出した。
デンマークの投資家たちは乗り気でなかったらしく、十分な遠征資金が調達されるまでには2年が必要だった。1618年にオランダの商人で植民地の管理者であるマルセリス・デ・ボショウワー（Marchelis de Boshouwer）が訪れ、最初の航海の切っ掛けを作った。マルセリスは、セイロンの皇帝、セネラットの使節（少なくとも本人はそう主張した）で、ポルトガルに対する軍事援助を求め、セイロン島との貿易独占権を約束した。彼の訴えは彼の同国人によって否定されたが、しかしデンマーク王は納得した。

### 最初の遠征（1618年–1620年）
最初の遠征は1618年にオーヴ・ゲデ提督の指揮下に出航したが、セイロンに到着するまでに2年かかり、途中で乗組員の半分以上を失った。1620年5月に到着した彼らが見出したのは、「皇帝」がもはや外国からの援助を望んでいない――3年前にポルトガルと和平協定を結んだ――という事実だった。さらに彼らは、「皇帝」が島の唯一の支配者でもなければ「この地で最も著名な王」でさえなかったという事も知った 。
だがここで、別行動をしていた貿易の責任者のローランド・クラッペから、インド本土で貿易権を得られるとの情報が届いた。
ローランド・クラッペは主力艦隊に1ヶ月先行して、商船エーレスンド（Øresund）で偵察航海を行っていた。エーレスンドはポルトガル船にカーライッカール沖で攻撃されて撃沈され、船員のほとんどは殺されるか捕虜になった。そのうち2人の頭部は、デンマーク＝ノルウェー人への警告として海岸の杭の上に晒し首にされた。クラッペと13人の船員はなんとか生き延びたが、海岸でインド人に拘束され、タンジャーヴール・ナーヤカ朝（現在のタミル・ナードゥ州のタンジャーヴール）の君主（ナーヤカ）の元に連行された。ナーヤカは貿易に興味を持っていることが判明し、クラップは交渉を行って条約を結び、トランケバル（またはタランガンバディ）の村を譲り受け、そこに「石の家」（デンマーク人の城）を建設する権利と徴税の許可を得た 。これは1620年11月20日に署名された。

### 初期（1621年–1639年）
初期の植民地は、管理と投資が不十分で、デンマークから派遣されたすべての貿易船のうち、ほぼ3分の2が失われたため苦境にあった。帰還できた船は積荷で利益を上げたが、それでも総利益は冒険航海の費用をはるかに下回った 。さらに植民地は地勢的にも脆弱で、道路、家、管理棟、市場などの建築物は高潮によって繰り返し破壊された 。当初はイギリスとオランダの貿易業者にとって代わることを意図していたが、会社の悲惨な財政状態と三十年戦争に国家資源が振り向けられるようになったことで、植民地は本国との直接貿易のための努力を放棄し、代わりにベンガル湾での中立的かつ第三者的な運送事業者に徹した。
1625年までに、この地域で最も重要な対外貿易港であるマチリーパトナム（現在のアーンドラ・プラデーシュ州クリシュナ県）に商館が設立された。ピピリとバーレーシュワル（いずれもオリッサ州）には小規模な貿易事務所が設立された。それにもかかわらず、1627年までに植民地の財政状態は非常に悪く、船は3隻しか残っておらず、ナーヤカに約束した年貢を支払うことができず、地域では緊張が高まっていた。デンマーク＝ノルウェーは、費用を負担せずに自分たちの国の海軍力にただ乗りしていると思われていたため、イギリス人とオランダ人の貿易業者たちからも疎まれていた。それにもかかわらず、彼らは、ヨーロッパで行われている戦争への外交的な影響を考慮する必要があったので、デンマーク＝ノルウェーの貿易を粉砕することができなかった 。
- 1640年–デンマーク＝ノルウェーは、ダンスボー砦をオランダに売却しようとした（2度目）
- 1642年–デンマーク＝ノルウェーの植民地がムガル帝国に宣戦布告を行い、ベンガル湾で船を襲撃し始めた。数ヶ月以内に、彼らはムガル皇帝の船の1つを捕獲して艦隊に組み込み（Bengali Prizeと改名）、積荷はトランケバルで売り払ってかなりの利益を得た
- 1643年-会社の取締役会によってコペンハーゲンで植民地の新しいリーダーに任命されたウィレム・レイル（Willem Leyel）が帆船Christianshavnに乗って到着。オランダとスウェーデンがデンマーク＝ノルウェーに宣戦布告
- 1645年–デンマーク＝ノルウェーの各地の商館はオランダに制圧されていった。ナーヤカも小規模な部隊を派遣してトランケバルを攻撃した
- 1648年–植民地の後ろ楯であったクリスチャン4世が死去。デンマーク東インド会社は破産

### 放棄と隔離（1650年–1669年）
投資に対する収益の少なさから、主要株主からは会社への解散圧力がたびたび現れていた。生前のクリスチャン4世は、これらの動きに抵抗していた。1648年にクリスチャン4世が亡くなると、その2年後に彼の息子のフレデリク3世は会社を廃止した。
会社は廃止されたが、植民地は王室の所有物であり、本国の政変に気づかなかった守備隊によって保持されていた。離職や病気によってデンマーク＝ノルウェー人の数が減少したため、現地のポルトガル人やポルトガル系インド人が砦を守るために雇われた。最終的に1655年までに、エスキルド・アンダーソン・コングスバッケ（Eskild Anderson Kongsbakke）がリーダーとなり、トランケバルに残った唯一のデンマーク人となった。
非識字の庶民であるコングスバッケは祖国に忠実であり、ベンガル湾で船を襲撃しつつ、ナーヤカによる長期間の包囲に対してはデンマーク＝ノルウェーの旗の下で砦を防衛し続けた。彼は商品の販売益を使って防御施設を修復して、町の周りに防壁を建設し、ナーヤカとは和解交渉を行った
ヨーロッパの他の国の船を経由してデンマークに送られたコングスバッケの報告は、ついに本国政府を動かした。フリゲート艦フェロー（Færø） は、シヴァルト・アデラー（Sivardt Adelaer）艦長の指揮下にインドに派遣され、1669年5月に到着して植民地のリーダーとしての任命を公式に確認した。19年間の孤立無援は終わった 。

### 第二のデンマーク東インド会社（1670年–1732年）
デンマーク＝ノルウェーとトランケバル間の貿易は再開された。新しいデンマーク東インド会社が組織され、いくつかの新しい交易事務所が、支配の確立しているトランケバルから展開されていった。1696年にはマラバール海岸にはOddeway Torreが。1698年にはシャンデルナゴルの南東に位置するゴンドル・パラにデンマークスナゴル（Dannemarksnagore）が。さらにナーヤカとの和平も確認され、トランケバルは周辺の3つの村を含むように拡大することが許可された。
- 1706年6月9日–デンマーク＝ノルウェー王フレデリク4世は、2人のドイツ人宣教師、ハインリッヒ・プルトチャウとバルトロモイス・ジーゲンバルグをインドに派遣した。これは、インドで最初のプロテスタント（ルーテル教会）の宣教師である。以前にいた司祭は改宗を試みておらず、インド人はヨーロッパ人の教会に入ることを拒んでいた。 1707年に到着した彼らは、スパイではないかと疑われたため同胞に歓迎されなかった[18]
- ジーゲンバルグは、キリスト教化を進めるために王令によって解放されたインド人たちから改宗者を獲得した。キリスト教は下層カーストの人々と結びついたが、上層カーストのヒンズー教徒からは拒絶された
- 王の権威の下に来たジーゲンバルグがトランケバルの奴隷貿易を弱体化させていると感じていた当時の知事、ヨハン・シギスムンド・ハシウスは、彼を4ヶ月間投獄した
- ジーゲンバルグは、トランケバルの住民の言語を可能な限り学び、教師を雇ってポルトガル語とタミル語を学び、ヒンドゥー教の経典を購入した。彼は、キリスト教への改宗者数名と共同で、布教に利用できる地域社会の弱点を見出した。彼は最終的に最初のタミル語の用語集、タミル語＝ドイツ語辞書、ヒンドゥー教の本の翻訳などをなした。聖書もタミル語に翻訳している。投獄中に新約聖書を完成させ、後に旧約聖書にも取り組んだ（死後に完成）。ヨーロッパから資金を得て印刷所を作り、タミル語の聖書と本を印刷した。インドで最初の本の印刷業者兼製紙業者になった[19]。1719年にトランケバルで亡くなる前に、トランケバルにインド人司祭を養成するための神学校を設立した
- この活動は、トランケバルの支配者からの反対にもかかわらず、植民地の外に宣教師が出て行く契機となった
- 1729年–デンマーク＝ノルウェー国王は、デンマーク東インド会社への追加融資を求められた。王の拒否とインド貿易の不調により、会社は清算を余儀なくされた

### デンマークアジア会社（1732年–1772年）の下での貿易の安定

1658年、インド南東部のダンスボー要塞があるデンマークのトランケバル植民地の眺め。

- 1732年4月12日–クリスチャン6世は、インドおよび中国とのアジア貿易を40年間独占する新しいアジア会社設立の勅許に署名した。以前の二つの会社は、貿易の継続性の欠如のために失敗していた。今回の投資家の意図は、「このアジア貿易は、私たちの領土と植民地に、今後より安定した基盤に置くこと」となった[20]
- 1730年代—デンマークによる中国とインドの貿易は安定した。インドからの商品はコロマンデル海岸とベンガルからの綿織物が主力だった
- 1752年–1791年-カリカットにコショウ調達支社を設立
- 1754年11月–デンマーク＝ノルウェーの当局者の会議がトランケバルで開催された。アンダマン・ニコバル諸島を植民地化し、コショウ、シナモン、サトウキビ、コーヒー、綿花を植えることが決定された。
- 1755年12月–デンマーク＝ノルウェーの入植者がアンダマン諸島に到着。しかし植民地ではマラリアが発生するため、1848年に定住地が永久に放棄されるまで何度も挫折が繰り返された。この散発的な占領は、オーストリアやイギリスなどの他の植民地勢力の島々への進出につながった[21]
- 1755年10月–現在の西ベンガル州セランポールのフレデリクスナゴアを設立[要説明]
- 1756年1月1日–ニコバル諸島をFrederiksøerne（フレデリック諸島）の名前でデンマーク＝ノルウェーの植民地と宣言
- 1756年-1760年-ニコバルでの植民地化の取り組みは失敗し、入植者はマラリアで一掃された
- 1763年-バーレーシュワルに入植（以前、1636年から1643年にも入植していた）

### デンマーク領インドの黄金時代（1772年–1807年）
デンマーク＝ノルウェーの貿易は、3つの重要な要因により、この数十年間で大幅に成長した
1. 1772年にデンマークアジア会社によるインドとの貿易の独占が失われ、デンマーク＝ノルウェーのすべての商人に貿易が開かれた。ベンガルとマラバール海岸沿いのトランケバー、セランポール、および商館の管理は、1777年に国王に引き継がれた。これにより、会社は植民地時代の費用から解放されたが、インドとの貿易条件は変わらず、より良い財政状態に置かれた
2. 国際貿易の成長と、イギリス、フランス、オランダの貿易国間の戦争の増加。戦争の間、戦争当事国の貿易は、敵対国による押収を避けるために、デンマーク＝ノルウェーのような中立国によって運ばれることを意味した
3. 1757年のプラッシーの戦いの後のイギリス東インド会社の拡大。この勝利の後、会社の多くの従業員は会社の利益よりも自分の利益を優先して私貿易を行い、莫大な私的財産を獲得した（ネイボッブ）。会社と英国政府は、これらの財産が英国の船で英国に帰還するのを防ぐためにかなりの努力を払い、それがフランス、オランダ、デンマーク＝ノルウェーの競合他社による大規模なロンダリングにつながった。このため1770年代にデンマーク＝ノルウェーの貿易に莫大な資本が注入された。しかし、貿易の価値は非常に不安定なままだった

- 1777年に植民地は勅許会社から政府に引き渡され、デンマーク＝ノルウェーの直轄植民地になった
- 1789年、アンダマン諸島はイギリス植民地になった
- 1799年–デンマーク＝ノルウェーとイギリスの間で、平時にはアクセスできなかった外国の植民地との貿易を行う中立国の権利をめぐる紛争。イギリスが戦争している国とデンマークが貿易するのを、イギリスは阻止しようとしていた。当時、デンマーク＝ノルウェーは、フランスとオランダ（いずれも本国がイギリスと戦争中のため貿易が遮断されていた）のインド植民地から商品を受け取り、コペンハーゲンを通じてヨーロッパ市場に放出することで、巨額の利益を上げることができていた

### ナポレオン戦争と衰退
ナポレオン戦争中、デンマーク＝ノルウェーは、オランダ領東インドからコペンハーゲンへとフランスとオランダの商品を運びながら、武装中立にあった。このため、英国は2度（1801年と1807年）のコペンハーゲン襲撃でデンマーク＝ノルウェー艦隊を破壊し、デンマーク東インド会社のインド貿易を荒廃させ、1801年から1802年までと1808年から1815年まで、ダンスボーとフレデリクスナゴアを占領した英国戦争につながった。
デンマーク＝ノルウェーの植民地は衰退し、イギリスは最終的にそれらを所有し、イギリス領インドの一部になった。1839年にセランポールがイギリスに売却され、1845年にトランケバルとほとんどの小規模な入植地が売却された（1845年10月11日フレデリクスナゴアが売却。1845年11月7日に他のインド本土のデンマーク領インドの入植地が売却された）。
イタリアは、1864年から1868年の間にデンマーク＝ノルウェーからニコバル諸島を購入しようとした。イタリアの農商大臣ルイージ・トレッリは、有望に見える交渉を開始したが、彼の任期が最初のラ・マルモラ内閣の予期せぬ終了のために失敗した。交渉は中断され、再開されなかった。
1868年10月16日、1848年以降徐々に放棄されていたニコバル諸島に対するすべてのデンマークの権利が英国に売却された。

## 遺産
デンマーク＝ノルウェーのトランケバル植民地がイギリスに割譲された後、それは貿易上の特別な地位を失い、その管理上の役割はナーガパッティナムに移った。町の重要性は急速に低下したが、イギリス領の南インドへの拡大により、トランケバルはしばらくの間、宣教師の活動のハブとなり、特に地元の司祭を訓練することで知られる場所になった。ジーゲンバルグによって確立された伝道団は19世紀の終わりに完全に独立して機能し、今日でもタミル福音ルーテル教会として存続している。

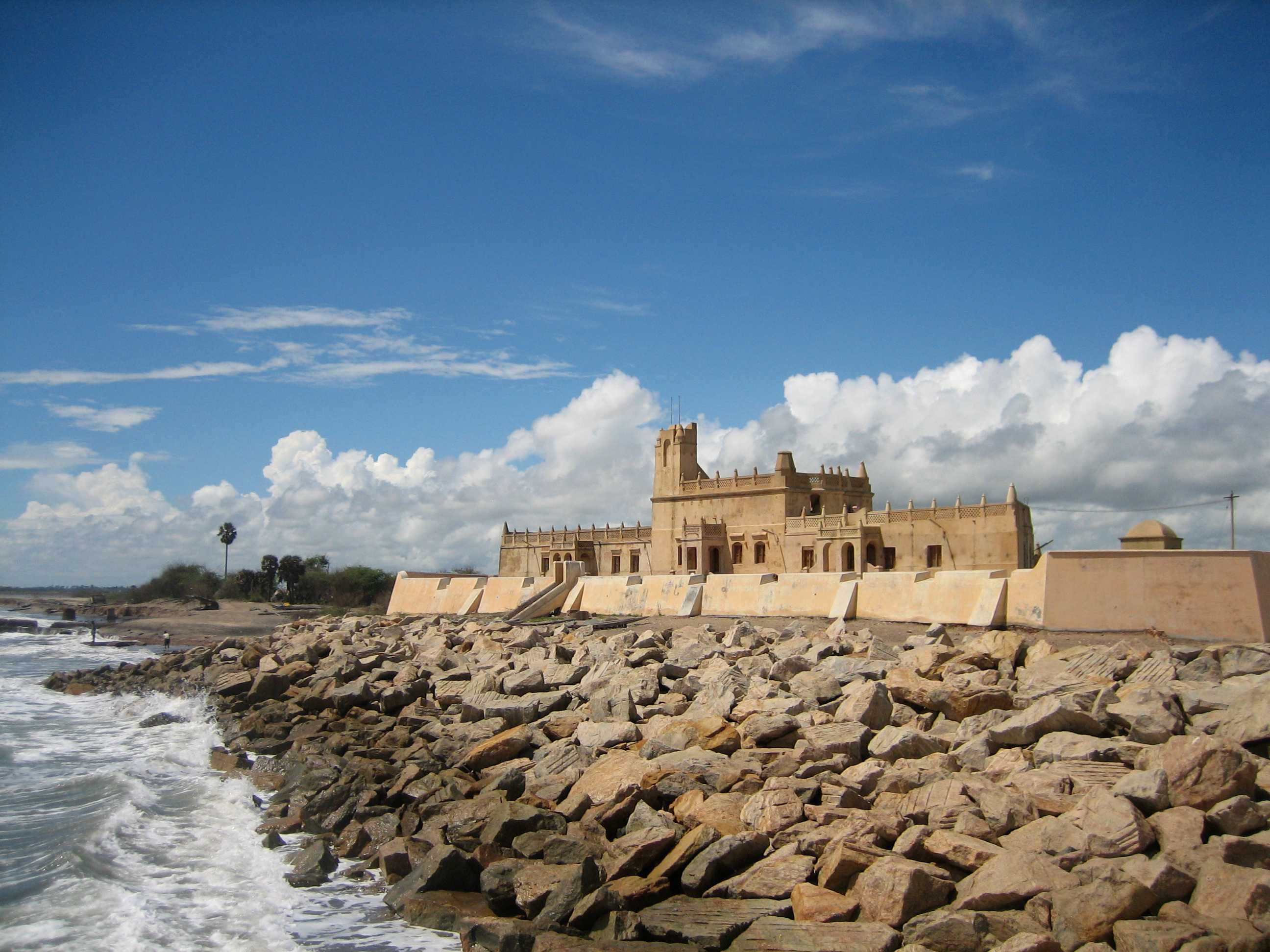
ダンスボー砦はトランケバルに1620年に設立された。

現在のトランケバル――タランガンバディは主に漁村であり完全にインドの町である。しかし、デンマーク＝ノルウェー植民地時代の存在はかつての城壁の内にある古い小さな町の建築に見ることができる。実際、ジャーナリストのサム・ミラーは、この町を、植民地時代のヨーロッパの影響を最も見つけ出しやすい町だと説明している。
確かにデンマーク植民地時代の建物はほんの一握りしか残っていないが、町の住宅の多くは、当時と変わらない古典的な様式であり、歴史的な雰囲気に貢献している。現存するデンマーク＝ノルウェーの建物には、デンマーク王室の印章が刻まれた町の門、いくつかの植民地時代のバンガロー、2つの教会、そして1620年に建設されたダンスボー砦がある。ダンスボー砦は1977年にタミルナードゥ州政府によって保護文化財として宣言され、現在はインドのデンマーク＝ノルウェーの博物館がある。
町の中や周辺では、デンマーク＝ノルウェーの入植者の子孫は知られていない。2001年以来、デンマークはボランティアや政府機関を動員して、トランケバルにあるデンマーク植民地時代の建物を購入して復元することに積極的に取り組んできた。セランポールの聖オラフ教会も現存している。
2017年、西ベンガル州セランポールで大規模な遺産修復プロジェクトが開始された。